# Johannes Olav Smit
Johannes Olav Smit (ur. 19 lutego 1883 r. w Deventer, zm. 23 czerwca 1972 r. w Rzymie) – holenderski duchowny katolicki, misjonarz w Norwegii, wikariusz apostolski Norwegii w latach 1922–1928.

## Życiorys
Przyszedł na świat w katolickiej rodzinie w Holandii. Po uzyskaniu świadectwa dojrzałości podjął studia teologiczne w Utrechcie. 15 sierpnia 1906 r. został wyświęcony w tamtejszej katedrze na księdza. 11 kwietnia 1922 r. decyzją papieża Piusa XI został nominowany na wikariusza apostolskiego Norwegii. Jego uroczysta konsekracja miała miejsce 29 czerwca tego samego roku. Jako tytularną stolicę biskupią otrzymał Paralus. 11 października 1928 r. został przeniesiony do Rzymu, gdzie pracował do końca swojego życia w kurii papieskiej. Zmarł 23 czerwca 1972 r.